# Bromheadia gracilis
Bromheadia gracilis är en orkidéart som beskrevs av Kruiz. och De Vogel. Bromheadia gracilis ingår i släktet Bromheadia och familjen orkidéer. Inga underarter finns listade i Catalogue of Life.